# WinUHA
WinUHA – program do kompresji plików. Wykorzystuje algorytm UHARC, który oferuje lepszy poziom kompresji niż alternatywne formaty RAR i ZIP. Program nie wykorzystuje wielu rdzeni procesora ani technologii Hyper-Threading. Jego twórcą jest Salvatore Ravidà.

## Historia
- WinUHA 1.0 – wersja do użytku wewnętrznego, nigdy nie wydana publicznie
- WinUHA 2.0 Alpha Build 2003.06.09 – pierwsza wersja alpha
- WinUHA 2.0 Build 2003.12.31 beta – pierwsza wersja beta
- WinUHA 2.0 RC1 (2005.02.27) – pierwsza wersja Release Candidate